# Zamzara
Zamzara is een computerspel dat werd ontwikkeld en uitgegeven door Hewson Consultants. Het kwam in 1989 uit voor de Commodore 64. Het is een horizontaal scrollend platformspel waarbij de speler een ruimtewezen bestuurt genaamd Zamzara. Het doel van het spel is binnen een bepaalde tijd het laboratorium te ontsnappen en naar je ruimteschip te komen. Onderweg komt de speler veel vijanden tegen die hij met wapens kan vernietigen. Het spel werd geprogrammeerd door Jukka Tapanimäki. De muziek in het spel is van Charles Deenen.

## Ontvangst
| Beoordeeld door                       | Datum         | Score |
| ------------------------------------- | ------------- | ----- |
| ACE (Advanced Computer Entertainment) | maart 1989    | 92%   |
| Pixel-Heroes.de                       | november 2009 | 60%   |